# Maša Janković
Maša Janković (in serbo Маша Јанковић?; Vrbas, 1º febbraio 2000) è una cestista serba.

## Carriera
Con la Serbia ha partecipato a due edizioni dei Campionati europei (2021, 2023).